# پرنده (فیلم ۱۹۸۸)
پرنده (انگلیسی: Bird) فیلمی در ژانر زندگینامه‌ای و موزیکال به کارگردانی کلینت ایستوود است که در سال ۱۹۸۸ منتشر شد.

## بازیگران
- فارست ویتاکر
- دایان ونورا
- ساموئل رایت
- کیث دیوید
- بیل کوبس
- سام روباردس